# Милош Биковић
Милош Биковић (Београд, 13. јануар 1988) српски и руски је глумац и продуцент. Познат је по улогама у филмовима Сунчаница у режији оскаровца Никите Михалкова и Бездушни 2. Поред тога, популарност је стекао у улози Александра Тирнанића Тиркета, у филмовима Монтевидео, Бог те видео! и Монтевидео, видимо се!, у режији Драгана Бјелогрлића, као и у улози Мараша у филмовима Јужни ветар и Јужни ветар 2: Убрзање у режији Милоша Аврамовића.

## Биографија
Син је оца Милана и мајке Марије. Има 16 година старијег брата Михаила Биковића, игумана Манастира Јовања. Када је био веома млад родитељи су му се развели, а отац се преселио у Немачку. Завршио је Четрнаесту београдску гимназију, а основну школу у Вршцу. Говори српски, енглески и руски језик. Похађао је школу глуме Снежане и Ненада Ненадовића и  школу глуме и говора ДАДОВ. Дипломирао је на Факултету драмских уметности у класи Драгана Петровића заједно са Нином Јанковић, Јелисаветом Орашанин, Тамаром Драгичевић, Ањом Алач.
Као омиљеног глумца и узора наводи Зорана Радмиловића, а омиљени писац му је Фјодор Достојевски.
Увршћен је у „Енциклопедију националне дијаспоре”, коју уређује Иван Калаузовић Иванус.

### Филм и телевизија
Биковић је прву запажену улогу остварио у телевизијској серији Стижу долари (2004 — 2005), где је играо Небојшу, улога му је донела велику популарност. Запажену улогу је остварио и у серији Бела лађа (2006 — 2011), а највећу популарност стекао је у филму Монтевидео, Бог те видео! редитељском првенцу српског глумца Драгана Бјелогрлића. Још једну запажену главну улогу остварује у филму/серији 'Кад љубав закасни/Самац у браку', где глуми заједно са тадашњом девојком, Бранкицом Себастијановић.
Биковић се у 2010. години остварио у улози портрета српског фудбалера Александра "Тирке" Тирнанића у филму Монтевидео, Бог те видео!. У овом остварењу Драгана Бјелогрлића, екранизована је истинита прича о фудбалској репрезентацији Југославије која се квалификовала на ФИФА светски куп 1930. године. Биковић и његове колеге морали су да науче да играју фудбал за филм. Монтевидео, Бог те видео! премијерно је приказан 20. децембра 2010. године и постао је филм са највећом зарадом у Србији и на Балкану. Такође је изабран за најбољи филм на страном језику на 84. додели Оскара.  Филм је донео Биковићу МТV Аdriа филмску награду и награду најбољег глумца на Нишком филмском фестивалу, као и FIPRESCI награду за најбољег глумца. Такође је освојио награду Hello! магазина за личност године у 2011. Телевизијска серија која представља адаптацију филма Монтевидеа, Бог те видео!, и која садржи неке сцене и ликове који се не појављују у оригиналном филму, премијерно је представљена на РТС-у 13. фебруара 2012.
Следеће године Биковић се појављује у телевизијској серији Мешано месо. Дебитовао је и у продукцији Атељеа 212 -  Збогом СФРЈ, који је инспирисаном филмом Волфганг Бецкера: Збогом, Лењин! Биковић се 2012. појављује као српски научник Михајло Петровић Алас у остварењу: Шешир професора Косте Вујића, који представља филмску адаптација истоименог романа Милована Витезовића у режији Здравка Шотра. Филм је критички оцењен и комерцијално успешан.
2013. године Биковић је глумио у серији РТС-а Равна Гора. Радња серије се одвија на територији бивше Југославије у току Другог светског рата и преноси причу о четничком покрету отпора. Следеће године глумио је у наставку филма Монтевидео, Бог те видео! под насловом Монтевидео, видимо се! Појављује се и у истоименој спин-оф серији, као и у филму и телевизијској адаптацији романа Мир-Јам: Самац у браку, под насловом, Kад љубав закасни и Самац у браку.
Биковић се појавио у филму Сунчани удар (2014), који представља његов деби на руском тржишту, режисера Никите Михалков, и темељи се на радовима Ивана Бунина: Сунчани удар и Проклети дани. Такође се појавио у Dukhless 2 (2015). Биковић је глумио и у филмовима Лед (2018) и Преко ивице (2018). Током 2018. године Биковић се појављује у филму Mify и у ТВ серији Хотел Елеон, који представљају наставак познате и успешне ТВ комедије Кухиња. Улога Павела у серији Хотел Елеон донела му је статус звезде у Русији, Казахстану, Азербејџану и осталим земљама бившег СССР-а.
Године 2018. Биковић се појавио у главној улози филма Јужни ветар, режисера Милоша Аврамовића, који је забележио рекордан број прегледа. 2020. године се појавио и у истоименом телевизијском серијалу, и у другој сезони серије Јужни ветар: На граници (2023), као и у другом наставку филма Јужни ветар: Убрзање (2021).
У 2019. години Биковић се појавио у главној улози филма Балканска међа заснован на истинитим причама. Руско-српски акциони филм редитеља Андреја Волгина посвећен је тајној операцији заузимања аеродрома Слатина на Kосову и Метохији током НАТО бомбардовања 1999. године у СР Југославији. Премијерно је приказан у Београду 19. марта 2019, пет дана пре 20. годишњице НАТО бомбардовања СР Југославије. Kрајем 2019. године Биковић је остварио водећу улогу у филму Слуга, који је постао најгледанији филм у историји руског биоскопа. Само у једном дану филм је погледало више од 750.000 људи. Филм је режирао Клим Шипенко.
У 2020. години Биковић се појавио у главној улози филма Хотел Београд. Филмска комедија, реализована у руско-српској копродукцији. Филм представља део франшизе Кухиња, односно наставак ситкома Хотел Елеон. Редитеља филма је Константин Статски.
Од 2023. године члан је Европске филмске академије.
Председник је Групације за кинематографију Привредне коморе Србије.
Након што је Биковић добио споредну улогу у трећој сезони серије Бели лотос, објавом на друштвеној мрежи Инстаграм огласило се Министарство спољних послова Украјине са објавом: „Да ли је у реду да радите са особом која подржава геноцид и крши међународно право“? На ову објаву је оштро реплицирало Министарство спољних послова Србије, указујући на нетачност тврдњи украјинске стране. Биковић је почетком фебруара изјавио да неће бити део екипе серије и казао да се кроз спољни утицај ствара озбиљан преседан, бацајући сенку на суштину уметничке слободе.

### Позориште
Остварио је значајне улоге у позоришту, а то су: Збогом СФРЈ у Атељеу 212; Дама са камелијама у Народном позоришту, као и Мој син мало спорије хода и Кад су цветале тикве у Београдском драмском позоришту које је уједно и његово матично позориште.

### Продукцијска компанија
2016. основао је продукцијску компанију Archangel studios Архивирано на веб-сајту  (13. децембар 2019), као и 4 пројекта Јужни ветар, Балканска међа, Амбасада и Хотел Београд.
Године 2020. основао је своју продуцентску кућу „Archangel Digital Studios”.

### Музика
Биковић и његова колегиница из филма Монтевидео, Бог те видео!, Тамара Драгичевић, појављују се у музичком споту за сингл "Случајно" Kикија Лесендрића, објављеном у мају 2011. године. Године 2014. глумио је и режирао музички спот за песму Невене Божовић "Бал".  Такође је учествовао у следећим пројектима:
- Your wish — PHILL & DANSMORE, CALAVERA & MANYA I TORY ANDRUS
- Пази се — Јована Николић и Цоби
- Дарја - Милош Биковић и Бајага

## Хуманитарни рад
Биковић и његове колеге из филма Монтевидео, Бог те видео! су учествовали у различитим хуманитарним акцијама, као што је Битка за бебе 27. септембра 2011. Заједно с Владом Дивцем, Аном Дивац, Нађом Хигл и Марчелом, учествовао је у кампањи Стварно важна, коју је водила фондација Владе и Ана Дивац. Биковић је такође учествовао у Enter Theatre! кампањи; његов задатак је био популаризација позоришта међу младима. У фебруару 2012. Биковић и друге српске познате личности представили су нови модел БМW серије 3. У новембру 2012. Биковић је покренуо Twitter sindikat, добротворни налог на Tviteru.

## Приватни живот
Биковић не воли много да прича о приватном животу. Током студија на факултету, био је у вези са колегиницом са класе Ањом Алач. Од 2011. до 2014. године је био у вези са глумицом Бранкицом Себастијановић. Почетком 2016. године је био у вези са руском манекенком Сашом Лус, али су се средином исте године растали. Крајем 2016. године започиње нову везу са руском глумицом Аглајом Тарасовом, заједно су глумили у руском филму Лед, али почетком 2018. године пар је раскинуо. Средином 2018. године ушао је у везу са српском манекенком Барбаром Таталовић и били су у вези годину и по дана, растали су се у новембру 2019. године.
Од 24. фебруара 2021. Биковић поседује и руско држављанство.
У лето 2021. године отпочео је везу са Иваном Малић. Пар је у јануару 2024. године добио сина Василија.

## Награде
- На 46. Филмским сусретима у Нишу 2011. је добио награду Цар Константин за најбољу мушку улогу у филму Монтевидео, Бог те видео!.[41]
- Године 2013, са Данином Јефтић за улоге у телевизијској серији На путу за Монтевидео добио је награду за глумачки пар године на 48. Филмским сусретима у Нишу.[42]
- „Марул“ (2013. године је добио награду „Марул“ у Сплиту за улогу у представи „Мој син мало спорије хода“)
- Медаља Пушкина (2018. године председник Русије Владимир Путин уручио је Милошу Биковићу руску државну награду Медаљу Пушкина.)[43]
- Гран при “Наиса” (2018. године главна награда 53. Филмских сусрета у Нишу Гран при „Наиса“ припала је Милошу Биковићу, за улогу Петра Мараша у филму „Јужни ветар“)
- Награда на фестивалу Subtitle Spotlight European Film у Ирској новембра 2018. за улогу Петра Мараша у филму „Јужни ветар”[44]
- Награда МИП-а Србије (2019. године министар спољних послова Ивица Дачић доделио је Биковићу годишњу награду за његов допринос у представљању и промоцији српске културе.)[24]
- Награда за најпопуларнијег глумца Русије у 2020. по избору специјализованог филмског сајта kino.mail.ru.[45]
- Орден Карађорђеве звезде[46]
- Награда  „Татјана Лукјанова", БДП, 2024.[47]

## Филмографија
| Год.       | Назив                                    | Улога                           |  |
| ---------- | ---------------------------------------- | ------------------------------- |  |
| 2000-е     |                                          |                                 |  |
| 2004.      | Стижу долари                             | Небојша Љутић                   |  |
| 2005.      | Стижу долари 2                           | Небојша Љутић                   |  |
| 2008.      | Вратиће се роде                          | Филип                           |  |
| 2009.      | Задатак: Десет минута                    | Милан                           |  |
| 2010-е     |                                          |                                 |  |
| 2010.      | Монтевидео, Бог те видео!                | Александар Тирнанић Тирке       |  |
| 2010.      | Пулс                                     | Вук                             |  |
| 2006—2011. | Бела лађа                                | Филип Фића Пантић               |  |
| 2011.      | Мешано месо                              | Досадњаковић                    |  |
| 2012.      | Шешир професора Косте Вујића             | Михаило Петровић- Мика Алас     |  |
| 2012.      | Монтевидео, Бог те видео! (ТВ серија)    | Александар Тирнанић Тирке       |  |
| 2013.      | На путу за Монтевидео (ТВ серија)        | Александар Тирнанић Тирке       |  |
| 2013.      | Грејт                                    | Никола Радошевић                |  |
| 2013.      | Шешир професора Косте Вујића (ТВ серија) | Мика Алас                       |  |
| 2013.      | Равна Гора (ТВ серија)                   | потпоручник Гарић               |  |
| 2014.      | Кад љубав закасни                        | Радмило                         |  |
| 2014.      | Монтевидео, видимо се!                   | Александар Тирнанић Тирке       |  |
| 2014.      | Самац у браку (ТВ серија)                | Радмило                         |  |
| 2014.      | Сунчаница                                | Кока                            |  |
| 2014.      | Монтевидео, видимо се! (ТВ серија)       | Александар Тирнанић Тирке       |  |
| 2015.      | За краља и отаџбину                      | потпоручник Гарић               |  |
| 2015.      | Бићемо прваци света                      | Радомир Шапер                   |  |
| 2015.      | Бездушни 2                               | Рома Билкин                     |  |
| 2015.      | Без границе                              | Игор Громов                     |  |
| 2016.      | Прваци света (ТВ серија)                 | Радомир Шапер                   |  |
| 2016.      | Сумњива лица                             | Љубиша                          |  |
| 2016—2017. | Хотел Елеон (ТВ серија)                  | Павел Аркадијевич               |  |
| 2017.      | Митови                                   | Митови                          |  |
| 2017.      | Крила империје                           | Сергеј Кирсанов-Двински         |  |
| 2018.      | Лед                                      | Владимир Леонов                 |  |
| 2018.      | Изван граница реалности                  | Мајкл                           |  |
| 2018.      | Јужни ветар                              | Петар Мараш                     |  |
| 2018.      | Хотел Гранд Лион                         | Павел Аркадијевич               |  |
| 2019.      | Лајкуј ме милион пута                    | Чарли                           |  |
| 2019.      | Кома                                     | Астроном                        |  |
| 2019.      | Балканска међа                           | Вук Мајевски                    |  |
| 2019.      | Сенке над Балканом (ТВ серија)           | Јосип Броз Тито                 |  |
| 2019.      | Слуга                                    | Гриша                           |  |
| 2020-е     |                                          |                                 |  |
| 2020.      | Хотел Београд                            | Павел Аркадијевич               |  |
| 2020.      | Јужни ветар (ТВ серија)                  | Петар Мараш                     |  |
| 2020.      | Магомајев (ТВ серија)                    | Муслим Магомаев                 |  |
| 2021.      | Јужни ветар 2: Убрзање                   | Петар Мараш                     |  |
| 2022.      | Луткице                                  | Андреј Миркин                   |  |
| 2023.      | Јужни ветар: На граници (ТВ серија)      | Петар Мараш                     |  |
| 2023.      | Изазов                                   | Владислав Николајевич Николајев |  |
| 2023.      | Слуга 2                                  | Гриша                           |  |
| 2024.      | Баук                                     | Савин отац                      |  |
| 2024.      | Буди Бог с нама                          | Бошко Токин                     |  |
| 2024.      | Изолација                                | Јован                           |  |
| 2024.      | Дајте шоу                                | Кирил Артемев                   |  |
| 2024.      | Воља синовљева                           | Вођа Покислих                   |  |
| 2025.      | Црвена свила                             | Николај Гарин                   |  |
| 2025.      | Слуга 3                                  | Гриша                           |  |
| 2025.      | Јужни ветар 3: Gas geben                 | Петар Мараш                     |  |
| 2025.      | Воља синовљева(ТВ серија)                | Вођа Покислих                   |  |

## Театрографија
| Позориште                    | Назив                     |
| ---------------------------- | ------------------------- |
| Атеље 212                    | Збогом СФРЈ               |
| Београдско драмско позориште | Мој син мало спорије хода |
| Београдско народно позориште | Дама са камелијама        |
| Београдско драмско позориште | Кад су цветале тикве      |
| Београдско драмско позориште | Палилулски роман          |
| Београдско драмско позориште | Лаж                       |
| Београдско драмско позориште | Вааl                      |